# Elisabeth Geleerd
Elisabeth Rozetta Geleerd Loewenstein, née le 20 mars 1909 à Rotterdam et morte le 25 mai 1969 à New-York, est une psychiatre et psychanalyste américaine d'origine néerlandaise.

## Biographie
Elisabeth Rozetta Geleerd naît le 20 mars 1909 à Rotterdam dans une famille juive, aînée des trois enfants de Moses Geleerd, un shipchandler, et de Bertha née Haas,,. Sa mère et son frère meurent de la tuberculose durant son enfance,,.
Elle fait ses études de médecine à l'université de Leyde et obtient son doctorat de médecine en 1936. Elle se rend ensuite à Vienne pour étudier la psychanalyse à l'Institut psychanalytique auprès d'Anna Freud, puis, après l'Anschluss, elle s'installe à Londres en 1938 et poursuit sa formation à la Société britannique de psychanalyse,.
Geleerd est psychiatre à l'hôpital Maudsley de Denmark Hill et travaille avec des réfugiés de guerre français à la Tavistock Clinic de Swiss Cottage, à Hampstead,.
Puis en 1940, elle s'installe aux États-Unis. Elle travaille à la Menninger Clinic de Topeka, au Kansas, jusqu'en 1946,, puis s'installe à New York en 1946, après son mariage avec Rudolph Loewenstein, le couple a un fils, le psychiatre Richard Loewenstein.
Elle est nommée analyste formatrice à l'Institut psychanalytique de New York en 1947, s'occupant notamment des programmes destinés aux enfants et adolescents suivis à l'institut,,.
Elisabeth Geleerd se spécialise dans la psychanalyse d'enfants et d'adolescents et la schizophrénie infantile,. Elle est l'une des premiers psychanalystes à envisager la possibilité de trouble de la personnalité borderline chez les enfants.
Elle appartient à l'école « freudienne » ou « classique » de psychanalyse d'enfants et se montre critique à l'égard des théorisations kleiniennes,, En 1968, Geleerd a édité The Child Analyst at Work, une collection de rapports de cas destinés à fournir un portrait des techniques psychanalytiques freudiennes de l'enfant, The Child Analyst at Work, a été produit en réponse à des livres expliquant le processus thérapeutique kleinien en l'absence de tout équivalent freudien. Elle s'intéresse surtout aux troubles psychologiques graves liés à la psychose, notamment la schizophrénie,. Dans les années 1960, Geleerd s'intéresse particulièrement aux aspects adaptatifs des défenses de l'ego telles que le déni et la régression, y compris les rôles de ces défenses dans l'adolescence normale.
Elisabeth Geleerd meurt à New York le 25 mai 1969, à l'âge de 60 ans.

## Publications
- (en) The Child Analyst at Work, New York, International Universities Press, 1967.
- (en) « Some Aspects of Ego Vicissitudes in Adolescence », Journal of the American Psychoanalytic Association, vol. 9, no 3,‎ 1961, p. 394-405 (DOI 10.1177/000306516100900302).
- (en) « Borderline States in Childhood and Adolescence » », The Psychoanalytic Study of the Child, vol. 13, no 1,‎ 1958, p. 279-295 (DOI 10.1080/00797308.1958.11823183)
- (en) « A Contribution to the Problem of Psychoses in Childhood », The Psychoanalytic Study of the Child, vol. 2, no 1,‎ janvier 1946, p. 271–291 (PMID 20293636, DOI 10.1080/00797308.1946.11823549)
- (en) « Psychiatric Care of Children in Wartime », American Journal of Orthopsychiatry, vol. 12, no 4,‎ 1942, p. 587-593 (DOI 10.1111/j.1939-0025.1942.tb05952.x).